# Bataille de Żeleźnica
Insurrection de Janvier
Batailles
- Ciółkowo (pl)
- Szydłowiec (pl)
- Lubartów
- Węgrów (pl)
- Rawa (pl)
- Sosnowiec (pl)
- Siemiatycze (pl)
- Słupcza (pl)
- Świętym Krzyż (pl)
- Miechów (pl)
- Staszów (pl)
- Krzywosądz (pl)
- Nowa Wieś (pl)
- Dobrą (pl)
- Małogoszcz (pl)
- Panki (pl)
- Myszków (pl)
- Pieskowa Skała (pl)
- Skała (pl)
- Chroberz (pl)
- Grochowiska (pl)
- Igołomią (pl)
- Radoszewice et Kiełczygłów (pl)
- Krasnobród (pl)
- Praszka (pl)
- Buda (pl)
- Borowe Młyny
- Ginietyny (pl)
- Golczowice (pl)
- Wąsosz (pl)
- Jaworznik (pl)
- Nowa Wieś (pl)
- Pyzdry (pl)
- Kobylanką (pl)
- Stok (pl)
- Krzykawka (pl)
- Biržai (pl)
- Ignacewo (pl)
- Huta Krzeszowska (pl)
- Horki (pl)
- Koniecpol (pl)
- Salicha (pl)
- Chruślina (pl)
- Nagoszewo (pl)
- Lututów (pl)
- Komorów (pl)
- Janów (pl)
- Ossą (pl)
- Chruślina (pl)
- Depułtycze (pl)
- Żyrzyn (pl)
- Złoczew (pl)
- Złoczew (pl)
- Fajsławice (pl)
- Sędziejowice (pl)
- Kruszyna (pl)
- Panasówka (pl)
- Sowiej Górze (pl)
- Małogoszcz (pl)
- Czarnca (pl)
- Mełchów (pl)
- Wiewiec (pl)
- Rybnica (pl)
- Opatów (pl)
- Mierzwin (pl)
- Huta Szczeceńska (pl)
- łży (pl)
- Lipa (pl)
- Opatów (pl)
- Bebelno
- Żeleźnica

La bataille de Żeleźnica s’est déroulée le 30 avril 1864 dans les alentours du village de Żeleźnica lors de l’Insurrection de Janvier. Elle opposa une unité de gendarmerie des insurgés polonais commandé par Wladyslaw Nowacki-Kopaczynski (pseudo : Junosz) contre une unité russe commandé par le major Przewaliński. L’affrontement se termina par une victoire des insurgés. 
Après la défaite de Bebelno, les troupes polonaises de Nowacki ont pris la route en direction de la voïvodie de Sandomierz. Deux jours plus tard à Żeleźnica, Nowacki repère une unité de cavaliers russes composée de 40 dragons, 40 uhlans et de 50 cosaques. Il décide d’une charge audacieuse sur l’adversaire au sabre (pałasz) en mettant l’ennemi en déroute. Etant donné que l’infanterie russe se trouvait à proximité, il était impossible de pourchasser la cavalerie ennemie. Les pertes des insurgés s’élevaient à deux morts et à trois blessés graves et du côté Moscovite, il y a eu six morts dont un officier et quatre blessés. Nowacki a laissé les prisonniers russes blessés dans le village de Oleszno.